# Яцохув
Яцохув (пол. Jacochów) — село в Польщі, у гміні Макув Скерневицького повіту Лодзинського воєводства.
Населення — 234 особи (2011).
У 1975-1998 роках село належало до Скерневицького воєводства.

## Демографія
Демографічна структура станом на 31 березня 2011 року:
|          | Загалом | Допрацездатний вік | Працездатний вік | Постпрацездатний вік |
| -------- | ------- | ------------------ | ---------------- | -------------------- |
| Чоловіки | 123     | 26                 | 78               | 19                   |
| Жінки    | 111     | 18                 | 55               | 38                   |
| Разом    | 234     | 44                 | 133              | 57                   |